# Ацетат галлия
Ацетат галлия — неорганическое соединение, 
соль галлия и уксусной кислоты с формулой Ga(CH3COO)3,
бесцветные кристаллы,
растворяется в воде.

## Получение
- Действие уксусной кислоты на фенолят галлия:

{\displaystyle {\mathsf {Ga(C_{6}H_{5}O)_{3}+3CH_{3}COOH\ {\xrightarrow {}}\ Ga(CH_{3}COO)_{3}+3C_{6}H_{5}OH}}}
- Ацетат галлия можно получить с помощью реакции нейтрализации (уксусная кислота реагирует с оксидом или гидроксидом галлия):

{\displaystyle {\mathsf {6CH_{3}COOH+Ga_{2}O_{3}\ \xrightarrow {} \ 2Ga(CH_{3}COO)_{3}+3H_{2}O}}}
{\displaystyle {\mathsf {3CH_{3}COOH+Ga(OH)_{3}\ \xrightarrow {} \ Ga(CH_{3}COO)_{3}+3H_{2}O}}}
Галлий также можно кипятить с обратным холодильником в уксусной кислоте в течение нескольких недель для получения ацетата галлия.

## Физические свойства
Ацетат галлия образует бесцветные кристаллы.
Растворяется в воде с гидролизом.